# Pappotherium pattersoni
Il pappoterio (Pappotherium pattersoni) è un mammifero estinto, di incerta collocazione sistematica. Visse nel Cretaceo inferiore (Albiano, circa 110 milioni di anni fa) e i suoi resti fossili sono stati ritrovati in Nordamerica.

## Descrizione
Noto solo per frammenti di mascelle e mandibole con denti, questo animale doveva essere delle dimensioni di un ratto. I molari superiori di Pappotherium erano tribosfenici ma non presentavano caratteri distintivi dei metateri né degli euteri. Assomigliavano molto a quelli di un altro mammifero rinvenuto negli stessi luoghi, Holoclemensia, ma se ne distinguevano per l’assenza di una cuspide stilare mediana, presente invece in Holoclemensia. Un frammento di mandibola attribuito a Pappotherium presenta denti premolariformi associati ad altri molariformi molto usurati.

## Classificazione
Pappotherium pattersoni venne descritto per la prima volta da Bob Slaughter nel 1965, sulla base di un frammento di mascella con due molari tribosfenici, scoperto nella formazione Glen Rose nei pressi di Decatur (Contea di Wise, in Texas). Altri fossili vennero poi attribuiti a questo genere, alcuni sempre provenienti dal Texas, altri dall'Oklahoma e dal Montana. 
Slaughter inizialmente ritenne che Pappotherium potesse essere una forma basale vicina al punto di divergenza tra marsupiali e placentati; lo studioso attribuì i fossili ai placentati, mentre l'affine Holoclemensia, dotato di una cuspide stilare molto grande, venne attribuito ai marsupiali. Successivamente, entrambi questi animali vennero considerati parte di un gruppo enigmatico di mammiferi teri noti con il nome di Tribotheria. Attualmente questo gruppo non è considerato monofiletico, ma da alcuni Pappotherium è comunque considerato un rappresentante basale dei Theria; da altri studiosi, Pappotherium è considerato un possibile rappresentante dei deltateroidi, un piccolo gruppo di metateri basali (Rougier et al., 2015; Bi et al., 2015).  Il nome Pappotherium significa "nonno dei mammiferi".